# 5ニュース
『5 News at 5』（『チャンネル5ニュース（Channel 5 News）』としても知られる）は、イギリスの放送局・チャンネル5のニュース番組で、ITNがロンドンのグレイズ・イン・ロードにある同社メインニュースルームから制作している。

## 歴史
1997年3月30日に開局したチャンネル5の旗艦番組の1つだった。開始時のニュースリーダーの1人は、2019年にアリスバーリー選出議員になったロブ・バトラーだった。元々はITNによって制作され、当時はチャンネル4とITVにもニュースを提供していた。2004年3月9日、Skyがチャンネル5にニュース放送を提供する新しい契約を獲得したと発表された。
Skyが制作した最初の放送は2005年1月3日に予定されていたが、2004年のインド洋の地震と津波により、土曜日夕方の短信で2日早まった。2009年1月、Skyとの契約は2012年まで延長された。
ニュースのスタイル、形式、内容において多くの革新の先駆者となり、初期に数多くの賞を受賞した。
元々はITNによって提供されていたが、2005年1月1日から、Sky Newsは、1997年のチャンネル5開局以来ニュースサービスを提供していたITNに代わって、同局にニュースを提供する契約を引き継いだ。2002年から2011年まで『Five News』と呼ばれていたが、2011年2月14日にブランド名が元の名前『5 News』に戻った。2012年2月20日、契約は元のプロバイダーであるITNに戻った。
2008年2月18日、新しいテーマ音楽とタイトルで刷新され、その後、タイトルは「Five」のブランド変更に合わせて同年10月に刷新された。19:00版も『Five News at 7』と改名され、立ち上がってニュースを読むプレゼンターが戻ってきた。2009年8月10日、チャンネル5は『Five News at 7』を、同番組のプレゼンターを務めていたニュースキャスターのアイラ・トラクエアと共に同年秋に打ち切ると発表した。8月28日、番組の終わりにアイラはこれが最後の出演であると発表し、9月4日にはマット・バーベットが最後の番組を務めた。『Five News at 7』は、9月14日から平日18:30から放送される、ニュースとチャットを組み合わせた夜のマガジン番組である1時間の『ライブ・フロム・スタジオ・ファイブ』に置き換えられた。同番組はBBC Oneの番組『ザ・ワン・ショー』に匹敵するものだった。
2009年11月、顔面変形慈善団体「チェンジング・フェイシズ」のジェームス・パートリッジ（James Partridge）が、1週間を通して昼のニュース放送を担当した。
2010年8月2日、チャンネルの所有権が変更された後、『Five News at 7』が復活した。その結果、『ライブ・フロム・スタジオ・ファイブ』は30分間に短縮された。
同年10月14日、ナターシャ・カプリンスキーは、チャンネル5での3年間の大半を産休で過ごすため、2010年末に同局を退社すると発表した。
2011年2月、エマ・クロスビーがカプリンスキーの後任として19:00版の放送のプレゼンターに任命され、バーベットは17:00版を務めた。チャンネル5のブランド変更に合わせて2011年2月14日に『5 News』としてリニューアルされ、クロスビーが初登場した。
同年9月2日、当時編集長だったデイビッド・カーモード（David Kermode）が『デイブレイク』の編集職に就くため『5ニュース』を退任することが発表された。後任にはジェフ・ヒル（Geoff Hill）が就任した。
2012年1月9日、Sky NewsからITNへの制作引き継ぎにより、19:00版は、廃止された『OK! TV』の代わりに、より早い時間帯の18:30に移動された。ITNが制作した『5ニュース』は同年2月20日にリニューアルされ、ニュースキャスターのマット・バーベットとエマ・クロスビーがリードキャスターとしての役割を継続した。この時、番組のウェブサイトとソーシャルメディアの提供もリニューアルされた。
6月11日、マット・バーベットが降板し、ITVの『デイブレイク』に出演することが発表された。バーベットは7月26日に降板し、現在はエマ・クロスビーが両版のプレゼンターを務めている。
2013年9月、ITNは、ジェフ・ヒルが退任し、ITVニュースの新しい編集長に就任すると発表した。翌月、ITNは、ITVニュース出力責任者のクリスティーナ・ニコッティ・スクワイアズ（Cristina Nicolotti Squires）が同年11月に新しい編集長に就任すると発表した。
2014年4月16日、マット・バーベットが『デイブレイク』を降板した後、『5ニュース』とITNに戻り、同年4月28日、『ニューストーク・ライブ（NewsTalk Live）』に代わる18:30からの新番組『5ニュース・トゥナイト（5 News Tonight）』を務めることがTwitterで発表された。エマ・クロスビーは引き続き17:00の『5ニュース』を務める予定だった。
2015年11月5日、エマ・クロスビーが出産のため5年間在籍した番組を降板すると発表した。BBCニュースのシアン・ウィリアムズが2016年初めに後任となる予定だった。
2016年10月31日、新しい外観が放送された。番組のチームは、ITNビルの古巣に戻った。新しいスタジオとセットには、「5」の字型の机が含まれていた。
2009年3月まで、チャンネル5には気象プレゼンターの専任チームがいた。その後、Sky Newsの気象プレゼンターが同チャンネルの天気予報を提供した。2010年11月にシアン・ウェルビーが気象プレゼンターとしてチャンネル5に加わり、元BBC・ITV気象学者のカースティ・マッケイブが報道を提供したことで状況は変わった。
2016年10月現在、チャンネル5ウェザー（Channel 5 Weather）は気象庁と提携しており、元GMTV気象プレゼンターのクレア・ナシル（Clare Nasir）が予報を担当している。
2021年9月、Ofcomは、バイアコムCBSチャンネルが18:00に『ネイバーズ』、18:30に『エッグヘッズ』を編成し、17:00に新しい1時間の『5ニュース』を放送するために、チャンネル5による18:30のニュース枠の削除を承認した。Ofcomのチャンネルの新しい条件の承認は、全ての主要な公共放送局のチャンネルで17:00から20:00までの間に引き続き3時間のニュースが放送されること、及びチャンネル5が年間280時間以上のニュースを配信することに引き続き取り組んでいることを認めた。

### 『5ニュース』リニューアル（2021年）
リニューアルされた1時間のロングバージョン『5ニュース』は、2021年11月8日17:00に初放送されたが、引き続きITNによってチャンネル5向けに制作された。当初はシアン・ウィリアムズとクラウディア＝リザ・ヴァンデルプイエがプレゼンターを務め、イギリス全土のライブリポートチームとプレゼンターへの直接WhatsAppリンクが用意されているため、視聴者は連絡を取ることができた。チャンネル5は、リニューアルしたニュース番組が平日朝に放送されている番組『ジェレミー・ヴァイン』を補完し、同様に活気のある番組になることを期待している。
1時間形式としてリニューアルしてから5ヶ月後の2022年3月、「ブロードキャスト」はシアン・ウィリアムズが6年間務めたメインプレゼンターの一つを辞任すると報じた。ウィリアムズは今後もITNが制作した単発番組をチャンネル5向けに提供し、『5ニュース』の特集「マインド・マターズ・ウィズ・ドクター・シアン（Mind Matters with Dr Sian）」にも引き続き携わる。
2022年4月4日、ダン・ウォーカーがシアン・ウィリアムズの代わりに番組に加わり、『BBCブレックファスト』を降板することが確認された。

## 放送チーム

### ニュースプレゼンター
| 現在                      | 現在                                     | 現在                                                                                             |
| ------------------------- | ---------------------------------------- | ------------------------------------------------------------------------------------------------ |
|                           |                                          |                                                                                                  |
| 2018年 -                  | クラウディア＝リザ・ヴァンデルプイエ     | 『5 News at 5』（月曜日〜金曜日）                                                                |
| 2022年 -                  | ダン・ウォーカー                         | 『5 News at 5』（月曜日〜金曜日）                                                                |
| 2010年 -                  | ジュリアン・ドラッカー（Julian Druker）  | 代理プレゼンター、5ニュース記者                                                                  |
| 2011年 - 2016年、2019年 - | エマ・クロスビー                         | 代理プレゼンター                                                                                 |
| 2012年 -                  | サンギータ・カンドラ（Sangeeta Kandola） | 『5ニュース・ランチタイム（5 News Lunchtime）』、『5ニュース・ウィークエンド（5 News Weekend）』 |
| 2019年 -                  | オリビア・キンズリー（Olivia Kinsley）   | 『5ニュース・ランチタイム』、『5ニュース』更新                                                   |
| 2015年 -                  | ダニ・シンハ                             | 『5 News at 5』、『5ニュース・ランチタイム』、『5ニュース』更新の代理                            |
| 2017年 -                  | キャサリン・ナッシュ（Katherine Nash）   | 『5 News at 5』の代理、『5ニュース・ランチタイム』、『5ニュース』更新                            |
| 2022年 -                  | アリックス・バーカー（Alyx Barker）      | 『5ニュース・ランチタイム』、『5ニュース』更新                                                   |
| 2019年 -                  | マーク・マッキラン（Mark McQuillan）     | 『5ニュース・ランチタイム』、『5ニュース』更新                                                   |
| 2020年 -                  | アニラ・ダミ（Anila Dhami）              | 『5ニュース・ランチタイム』、『5ニュース・ウィークエンド』、『5ニュース』更新                    |

| 過去                             | 過去                                       | 過去 |
| -------------------------------- | ------------------------------------------ | ---- |
|                                  |                                            |      |
| 1997年 - 2000年                  | ローランド・バーク                         |      |
| 1997年 - 2004年                  | ロブ・バトラー                             |      |
| 1997年 - 2005年                  | チャーリー・ステイト                       |      |
| 1997年 - 2000年、2002年 - 2007年 | カースティ・ヤング                         |      |
| 1998年 - 2000年                  | ジャスミン・ロウソン                       |      |
| 1999年 - 2014年                  | キャサリン・ジョーンズ                     |      |
| 1999年 - 2001年、2008年          | フェイ・バーカー                           |      |
| 2000年 - 2001年                  | アンドレア・キャザーウッド                 |      |
| 2000年 - 2008年                  | ジョナス・ハースト                         |      |
| 2001年 - 2005年                  | ルイーザ・プレストン（Louisa Preston）     |      |
| 2002年 - 2003年、2010年 - 2012年 | ジュリー・マクドナルド                     |      |
| 2004年 - 2008年                  | ケイト・ガーボー                           |      |
| 2005年 - 2006年                  | バーバラ・セラ                             |      |
| 2005年 - 2007年                  | プリヤ・カウル＝ジョーンズ                 |      |
| 2005年 - 2009年                  | ヘレン・フォスペロ                         |      |
| 2006年 - 2007年                  | ジョン・スーシェ                           |      |
| 2007年 - 2009年                  | アイラ・トラクエア                         |      |
| 2007年 - 2012年、2014年 - 2017年 | マット・バーベット                         |      |
| 2008年 - 2010年                  | ナターシャ・カプリンスキー                 |      |
| 2009年 - 2012年                  | ジェマ・モリス                             |      |
| 2009年                           | フィル・ラベル                             |      |
| 2009年 - 2012年                  | フィリッパ・ホール                         |      |
| 2009年 - 2014年                  | ポリー・ホワイトハウス（Polly Whitehouse） |      |
| 2010年                           | シャーロット・ホーキンス                   |      |
| 2011年 - 2015年                  | エマ・クロスビー                           |      |
| 2012年 - 2014年                  | サイモン・ピューシー                       |      |
| 2012年 - 2014年                  | ナタリー・バーニー（Natalie Verney）       |      |
| 2012年 - 2014年                  | クロエ・カルパン（Chloe Culpan）           |      |
| 2012年 - 2014年                  | ケイティ・グッドマン（Katie Goodman）      |      |
| 2014年                           | ルクレツィア・ミラリーニ                   |      |
| 2016年 - 2022年                  | シアン・ウィリアムズ                       |      |

### 気象プレゼンター
| 現在     | 現在           | 現在 |
| -------- | -------------- | ---- |
|          |                |      |
| 2012年 - | クレア・ナシル |      |

| 過去            | 過去                         | 過去 |
| --------------- | ---------------------------- | ---- |
|                 |                              |      |
| 2008年 - 2012年 | リサ・バーク（Lisa Burke）   |      |
| 2010年 - 2012年 | ナザニーン・ガファル         |      |
| 2006年 - 2012年 | イザベル・ラング             |      |
| 2003年 - 2009年 | ララ・ルーイントン           |      |
| 2013年 - 2016年 | カースティ・マッケイブ       |      |
| 2005年 - 2012年 | デニス・ナース               |      |
| 2005年 - 2010年 | ルーシー・ベラサミー         |      |
| 2010年 - 2016年 | シアン・ウェルビー           |      |
| 2005年 - 2012年 | ジョー・ウィーラー           |      |
| 2005年 - 2012年 | フランシス・ウィルソン       |      |
| 2016年 - 2017年 | クリス・ペイジ（Chris Page） |      |

### 記者
| 現在     | 現在                                   | 現在                         | 現在                             |
| -------- | -------------------------------------- | ---------------------------- | -------------------------------- |
|          |                                        |                              |                                  |
| 2000年 - | アンディ・ベル                         | 政治担当編集長               |                                  |
| 2011年 - | テッサ・チャップマン（Tessa Chapman）  | 主任記者                     |                                  |
| 2005年 - | レイラ・ヘイズ（Leyla Hayes）          | ニュース担当記者             |                                  |
| 1999年 - | キャサリン・ジョーンズ                 | 保健担当記者                 |                                  |
| 2007年 - | サンギータ・カンドラ                   | ニュース担当記者             | ニュースリーダー（フリーランス） |
| 1997年 - | ピーター・レーン（Peter Lane）         | ニュース担当記者             | （イギリス各地でプレゼンター）   |
| 2005年 - | ルース・リプトロット（Ruth Liptrot）   | ニュース担当記者             |                                  |
| 2015年 - | ダニ・シンハ                           | ニュース担当記者             | ニュースリーダー                 |
| 1997年 - | サイモン・ビガー（Simon Vigar）        | 王室担当記者                 | ニュースリーダー                 |
| 2019年 - | アラン・ジェンキンス（Alan Jenkins）   | スコットランド担当リポーター |                                  |
| 2022年 - | ブラッドリー・ハリス（Bradley Harris） | ニュース担当記者             |                                  |

## 特徴
- 当初、平日の午後と夕方に毎時更新を提供していた。
- これらの更新中に「ティッカー」が使用され、ニュースチャンネルとの同時放送以外の地上波ニュース放送で初めて見られた。ティッカーは天気予報に切り替えられ、2007年に完全に廃止された。
- プレゼンターは机の後ろに座るのではなく、立ったり「止まったり」する[5]（これはその後他の放送局でも使用されている）。2007年に同チャンネルによって禁止され、全ての放送でプレゼンターが座席エリアに着席することになった[31]が、2011年2月にリニューアルされた時、プレゼンターは再び立った。
- 制作スタッフからの放送中の「ティーズ」[要説明]
- 様々な専門家、運動家、著名人、政治評論家が参加するライブディスカッション
- ゲスト編集長には、ミス・ダイナマイト（英語版）、デイム・ケリー・ホームズ、ハワード・マークス、アラステア・キャンベル（英語版）が含まれる[32]
- 「Your News」は、殆どの放送の一部であり、視聴者のビデオに提供され、現在は「ユーザー生成コンテンツ」という旗印の下、他の多くのニュース番組で採用されている[33]
- 放送中に記者向けに画面上の電子メールアドレスが表示されるようになったが、これはかつての新聞で見られた特徴である。これは導入から数ヶ月後に廃止された。
- 契約がSky Newsに移管された時、オスタリー（英語版）にあるSky本社のニュースセンターから放送された最初の番組（そして初めてワイドスクリーンで）となった。